# Benjamin Mbunga Kimpioka
Benjamin Mbunga Kimpioka, född 21 februari 2000 i Uppsala, är en svensk fotbollsspelare som spelar för St. Johnstone. 

## Klubblagskarriär
Benjamin Mbunga Kimpioka växte upp i Knivsta och inledde karriären i Knivsta IK. Som tolvåring lämnade han sedan moderklubben för spel i IK Sirius. När han var 15 år gammal började han dra till sig intresse från utlandet och provspelade med dåvarande Premier League-klubben Sunderland. Där imponerade han så pass att han erbjöds ett kontrakt och som 16-åring flyttade Mbunga Kimpioka till Sunderland för att bli ungdomsproffs.
Två år efter att Mbunga Kimpioka anslutit till Sunderland hade klubben åkt ner två divisioner. Väl i League One dröjde det dock inte lång tid förrän en 18-årig Benjamin Mbunga Kimpioka fick göra sin Sunderland-debut. Den 2 oktober 2018 gjorde Mbunga Kimpioka sitt första ligaframträdande för Sunderland, då han byttes in i slutminuterna i mötet med Peterborough United.
En vecka senare, den 9 oktober, fick Benjamin Mbunga Kimpioka för första gången chansen från start i Sunderland. I EFL Trophy-mötet med Carlisle United gjorde svensken sin startdebut och han behövde bara tre minuter på sig för att göra sitt första seniormål, i matchen som Sunderland vann med 3-1.
Den 27 mars 2021 lånades Mbunga Kimpioka ut till Torquay United på ett låneavtal över resten av säsongen 2020/2021.
Den 31 mars 2022 värvades Mbunga Kimpioka av AIK, där han skrev på ett kontrakt som gäller till och med den 31 december 2024. Han gjorde sin debut för klubben i en 3–0-förlust borta mot Malmö FF den 17 april 2022. Den 10 juli 2022 gjorde han sitt första mål för AIK när man spelade 2–2 mot Elfsborg på Borås Arena. Den 23 januari 2023 blev Mbunga Kimpioka klar för FC Luzern på ett låneavtal till 30 juni 2023, med option för köp.
Den 2 januari 2024 blev Mbunga Kimpioka klar för St. Johnstone.

## Spelstil
Benjamin Mbunga Kimpioka kan spela på flera olika offensiva positioner - då han kan användas såväl som höger- och vänsterytter, strax bakom anfallarna eller i en mer traditionell anfallsposition.